# Teima Onorio
Teima Onorio (Arorae, 1963.) je kiribatska političarka i potpredsjednica Kiribatija u razdoblju između 2003. i 2016. godine, za vrijeme predsjedništva Anota Tonga.

## Životopis
Rođena je 1963. godine na otočiću Arorae kao kći političara Rotea Onoria, vršitelja dužnosti predsjednika države 1982. i 1983. godine te dugogodišnjeg predsjednika Parlamenta. Obrazovala se na Viktorijinom sveučilištu u Wellingtonu i na Sveučilištu Istočne Anglije u engleskom gradu Norwichu, gdje postaje doktoricom znanosti.
Povratkom u Kiribati priključuje se oporbenoj stranci Stupovi istine. Na parlamentarnim izborima 1998. godine ulazi u Parlament pobjedom u svome izbornom okrugu na Arori. Od 2003. do 2007. godine služila je kao Ministrica obrazovanja, mladih i športa, prije preuzimanja Ministarstva prometa, industrije i zadruga na dvije godine. Nakon toga, ponovno se vraća u Ministarstvo obrazovanja, mladih i športa.
U posljednjem predsjedničkom mandatu Antona Tonga, od 2012. do 2016. godine, obnašala je dužnost ministrice unutarnjih poslova i socijalne skrbi. Kao potpredsjednica države, predstavljala je Kiribati u Ujedinjenim Narodima i Savezu malih otočnih država, gdje je više puta predvodila zasjedanja na temu globalnog zatopljenja i klimatskih promjena. Osim u diplomaciji i politici, istaknula se i u dragovoljnom radu.